# Simon C. Dik

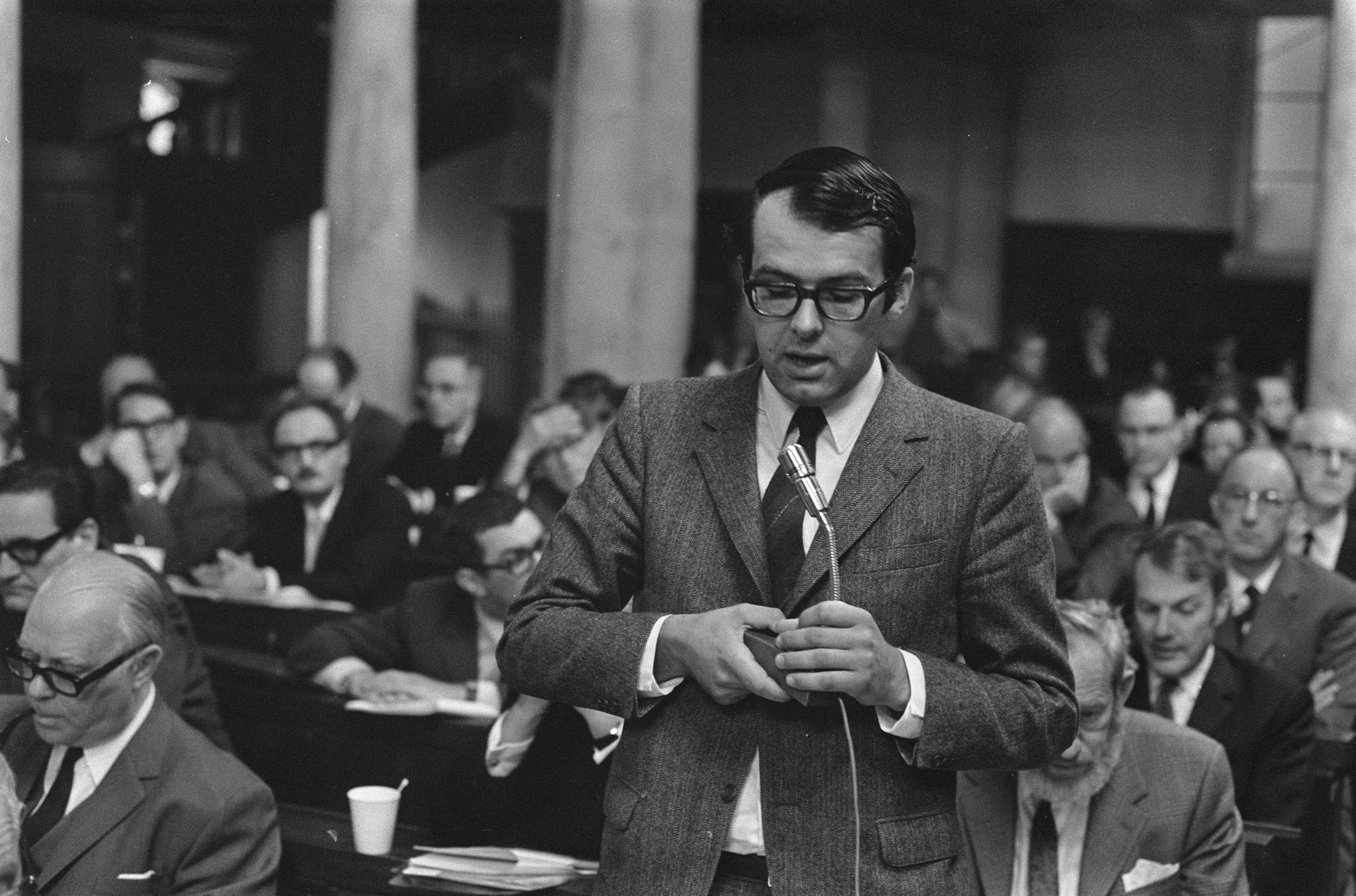
S.C. Dik (1970)

Simon Cornelis Dik (* 6. September 1940 in Delden; † 1. März 1995 in Holysloot) war ein niederländischer Sprachwissenschaftler mit Schwerpunkt theoretische Linguistik.

## Leben und Werk
Geboren 1940 in Delden, studierte der in Amsterdam aufgewachsene Sohn eines Malers und einer Lehrerin an der Universität von Amsterdam nach einem glänzenden Abitur zunächst Altphilologie, nach dem kandidaatsexamen Sprachwissenschaft. Als Schüler von Anton Reichling, einem Herausgeber der Zeitschrift Lingua, lernte er früh Noam Chomskys „Syntactic Structures“ von 1957 kennen. Auch im Jahre 1965 war er einer der Ersten in den Niederlanden, die Chomskys grundlegendes Folgewerk „Aspects of the Theory of Syntax“ kritisch rezipierten.
In seiner Dissertation über Koordination (Dik 1968) kritisierte Dik die generative Theorie und skizzierte dort bereits sein funktionales Gegenmodell. 1969 wurde er als Nachfolger seines Lehrers Reichling auf den Lehrstuhl für Allgemeine Sprachwissenschaft der Universiteit van Amsterdam berufen. Abgesehen von einer mit J.G. Kooij verfassten Einführung in die Sprachwissenschaft erschien 1978 eine erste ausführlichere Darstellung seiner Theorie, der 1980 die “Studies in Functional Grammar” folgten. Regelmäßige Vorträge und Diskussionsgruppen in Amsterdam sowie alle zwei Jahre stattfindende internationale Konferenzen machten die Theorie bekannt, zogen auch Teilnehmer mit anderen Sprach-Interessen an wie die lateinische Linguistin A. Machtelt Bolkestein und führten zu einer Serie von Büchern zur Funktionalen Grammatik. Neben anderen Ehrungen wurde Dik 1986 zum Mitglied der Königlich-Niederländischen Akademie der Wissenschaften gewählt.
1989 erschien der erste Teil der „Theory of Functional Grammar“, der eine Revision und Überarbeitung der Theorie bildet. Da Dik drei Jahre später schwer erkrankte, verzögerte sich das Erscheinen des zweiten Teils. Obwohl er, solange er konnte, unermüdlich daran arbeitete, erschien dieses Buch erst postum, herausgegeben von Kees Hengeveld, einem Schüler und dem Nachfolger Diks. Schon als Dik am 1. März 1995 starb, war der niederländischen und internationalen Fachwelt die große Bedeutung dieses Linguisten, seines Werkes und seiner Theorie bewusst. Von zahlreichen Schülerinnen und Schülern, nicht nur in Amsterdam, wird die Theorie heute weitergeführt. Eine solche Weiterentwicklung unter stärkerer Berücksichtigung der Pragmatik bildet die Functional Discourse Grammar von K. Hengeveld und J.L. Mackenzie.

## Theorie

### Grundzüge
Wesentlich ist an Diks funktionaler Grammatiktheorie (Functional Grammar), von der auch ein Abriss vorliegt (vgl. Dik 1978: 15-23), zunächst die Abkehr von der generativen Grammatik. Dazu gehört vor allem die Absage an Transformationen als Erklärungsmuster („FG does not allow transformational operations in the sense of structure-changing rules“, Dik 1980: 10), ferner die schon in der Dissertation (Dik 1968) vorgetragene Überzeugung, dass die syntaktische Ebene zur Erklärung allein nicht ausreichend ist und durch die Semantik und Pragmatik ergänzt werden muss.
Diks Theorie beschreibt hauptsächlich den einfachen und erweiterten Satz in seinen syntaktischen, semantischen und pragmatischen Perspektiven. Dazu verwendet er u. a. ein modifiziertes Valenzkonzept: Während die Argumente Kernbestandteile eines semantisch definierten Satzmodells sind, liegen die Satelliten außerhalb der nuclear predication. Dik unterscheidet streng zwischen syntaktischen (Subjekt, Objekt...), semantischen (agent, goal, recipient ...) und pragmatischen Funktionen (topic, focus, theme, tail) und versteht den Satz nach einem hierarchisch strukturierten Modell, das von seinem Schüler Kees Hengeveld entwickelt und weiterentwickelt wurde (Hengeveld 1989). Dieses Modell reicht von nuclear predication über core predication, expanded predication und proposition bis zur clause structure (Siewierska 1991: 21). Grundlegend sind auch die vier ebenfalls semantisch definierten Arten von Sachverhalten, die für die Parameter Tempus, Aspekt und Aktionsart wichtig sind. Ausdrucksregeln (“expression rules”) legen am Ende die grammatische Form, die Konfiguration und die Intonation der sprachlichen Ausdrücke fest.
Funktional heißt diese Theorie zunächst deshalb, weil, wie oben ausgeführt, die Argumente einer Prädikation versehen werden mit syntaktischen, semantischen und pragmatischen Funktionen (Limburg 2009). Funktional heißt diese Theorie vor allem aber deswegen, weil, wie schon die Einbeziehung von Semantik und Pragmatik zeigt, Syntax im Gegensatz zu Chomskys formalem Syntaxbegriff kein autonomer Bereich ist, sondern an die Semantik gebunden bleibt und die Semantik ihrerseits an die Mitteilungsfunktionen gebunden bleibt, welche die Pragmatik untersucht (Dik 1978: 5). Besonders die Pragmatik, die zu einer festen Komponente dieser Syntaxtheorie wurde, verdient Beachtung, weil sie innerhalb der generativen Ära in den 1970er Jahren ein Novum darstellte und heute noch viele Aufgaben für die Forschung bereithält.

### Zum Beispiel Wortstellung
Wohl am deutlichsten wird Diks Ansatz im Bereich Wortstellung. Typologen und andere Linguisten benutzen meist syntaktische Modelle, beschreiben die Wortstellung mit Satzgliedbegriffen und charakterisieren Sprachen etwa als SOV-Typ. Demgegenüber sieht Dik Wortstellung als ein multifunktionales Phänomen, das in neun allgemeinen und zwölf spezifischen Prinzipien beschrieben wird (Dik 1989: 340-355). U.a. sind die pragmatischen Funktionen von Topik und Fokus für die Anordnung der Konstituenten wichtig. Dabei ist ‚Topik’ derjenige Konstituent einer Prädikation, über den die Prädikation etwas aussagt (vgl. Dik 1978: 141), ‚Fokus’ ist der Konstituent mit der vergleichsweise wichtigsten oder auffälligsten Information in Bezug auf den pragmatischen Kenntnisstand des Sprechers und Adressaten (ebd.: 149).
Besonders überzeugend ist dieses Modell in Sprachen mit ‚freier’ Wortstellung wie dem Lateinischen und Altgriechischen (Spevak 2006; 2010; H. Dik 1995; 2007). Allerdings gibt es – im Gegensatz etwa zu traditionellen Auffassungen – nach Dik keine Sprachen mit freier Wortstellung, weil es (a) kaum Sprachen gibt, die alle möglichen Sequenzen zulassen und weil (b) unterschiedliche Serialisierungen Ausdruck von Bedeutungsunterschieden sind: „for example a difference in the pragmatic functions of the constituents“ (Dik 1989: 336).
Eine verallgemeinerbare pragmatische Formel der Konstituentenstellung im Satz lautet: „P2, P1 (V) S (V) O (V), P3“ (Dik 1978: 21.175), wobei S, O, V, Subjekt, Objekt, Verb bedeuten und die Kürzel P1, P2, P3 für unterschiedliche besondere Positionen stehen. Untersucht wird hierbei in konkreten Texten und Sätzen, wie sich auf dieses Modell die entscheidenden pragmatischen Funktionen topic und focus verteilen, ob sich beispielsweise der Fokus oft mit P1 deckt und ob ein Verb in Spitzenstellung nur eine andere Form von P1 ist. Auf jeden Fall vermeidet dieses Modell die Unterscheidung von markiert vs. unmarkiert, ist nicht nur auf Sätze mit Subjekt, Verb und Objekt beschränkt, die bekanntlich nur einen Teil des konkreten Sprachmaterials ausmachen, und bezieht so eine weit größere Satzmenge ein.

### Geltungsbereich
Als ein wichtiger Zug der funktionalen Grammatik Diks ist schließlich die typologische Adäquatheit zu nennen, die besagt, dass eine linguistische Theorie auf möglichst viele typologisch unterschiedliche Sprachen anwendbar sein sollte (Dik 1989: 14). Auch hier liegt ein großes Potenzial dieser Theorie, welche die von R. M. W. Dixon geforderte Basic Linguistic Theory bilden und damit zu einer Standardtheorie für typologische Sprachbeschreibungen werden könnte.